# Pete van Wieren
Pete van Wieren, né le 7 octobre 1944 à Rochester (État de New York) et décédé le 2 août 2014 à Atlanta (Géorgie), est un commentateur sportif américain. Pendant 33 ans, de 1976 à 2008, il est descripteur à la radio et à la télévision des matchs des Braves d'Atlanta de la Ligue majeure de baseball.
Au cours de sa carrière, il est journaliste sportif à WDHO-TV à Toledo en Ohio, à la radio et à la télévision WNBF et WINR de Binghamton dans l'État de New York, et en Virginie à la radio WPRW de Manassas et WEER à Warrenton. Diplômé de l'université Cornell, il décrit à les matchs de baseball des Tides de Tidewater de la Ligue internationale pendant deux ans avant de rejoindre en 1976 le réseau TBS, la chaîne dont Ted Turner, qui se porte acquéreur de la franchise des Braves d'Atlanta, est le propriétaire. Pendant 33 ans, van Wieren est la voix des Braves sur différentes antennes, à la radio et à la télévision. En 2004, il est intronisé au Temple de la renommée des Braves d'Atlanta. En octobre 2008, quelques mois après la mort de son ancien partenaire en ondes, Skip Caray, van Wieren prend sa retraite. En 2000, le maire d'Atlanta, Bill Campbell, déclare le 30 juillet « journée Skip Caray et Pete van Wieren » pour fêter les 25 ans en ondes du duo. Van Wieren fait aussi équipe à ses débuts avec Ernie Johnson, Sr. et, plus tard, avec Don Sutton, Joe Simpson et le fils de Skip Caray, Chip.
Van Wieren, surnommé « le Professeur » pour ses connaissances sportives, n'a pas décrit que le baseball : il couvre aussi durant sa carrière les activités des Flames d'Atlanta de la Ligue nationale de hockey, le basket-ball des Hawks d'Atlanta, les matchs pré-saison des Falcons d'Atlanta de la Ligue nationale de football, a décrit pour TBS des matchs de la Big Ten Conference (football américain universitaire) et est reporter sportif à CNN.
En 2010, il publie ses mémoires, intitulés Of Mikes and Men: A Lifetime of Braves Baseball.
Pete van Wieren meurt le 2 août 2014 à 69 ans, des suites d'un lymphome. Résident de Johns Creek en Géorgie, il était marié depuis 50 ans à son épouse Elaine et le couple avait deux fils, Jon et Steve. Les Braves d'Atlanta honorent la mémoire de van Wieren en portant pour le reste de la saison 2014 sur la chemise de leur uniforme un badge sur lequel est simplement écrit : « Pete ».